# História de Lancashire

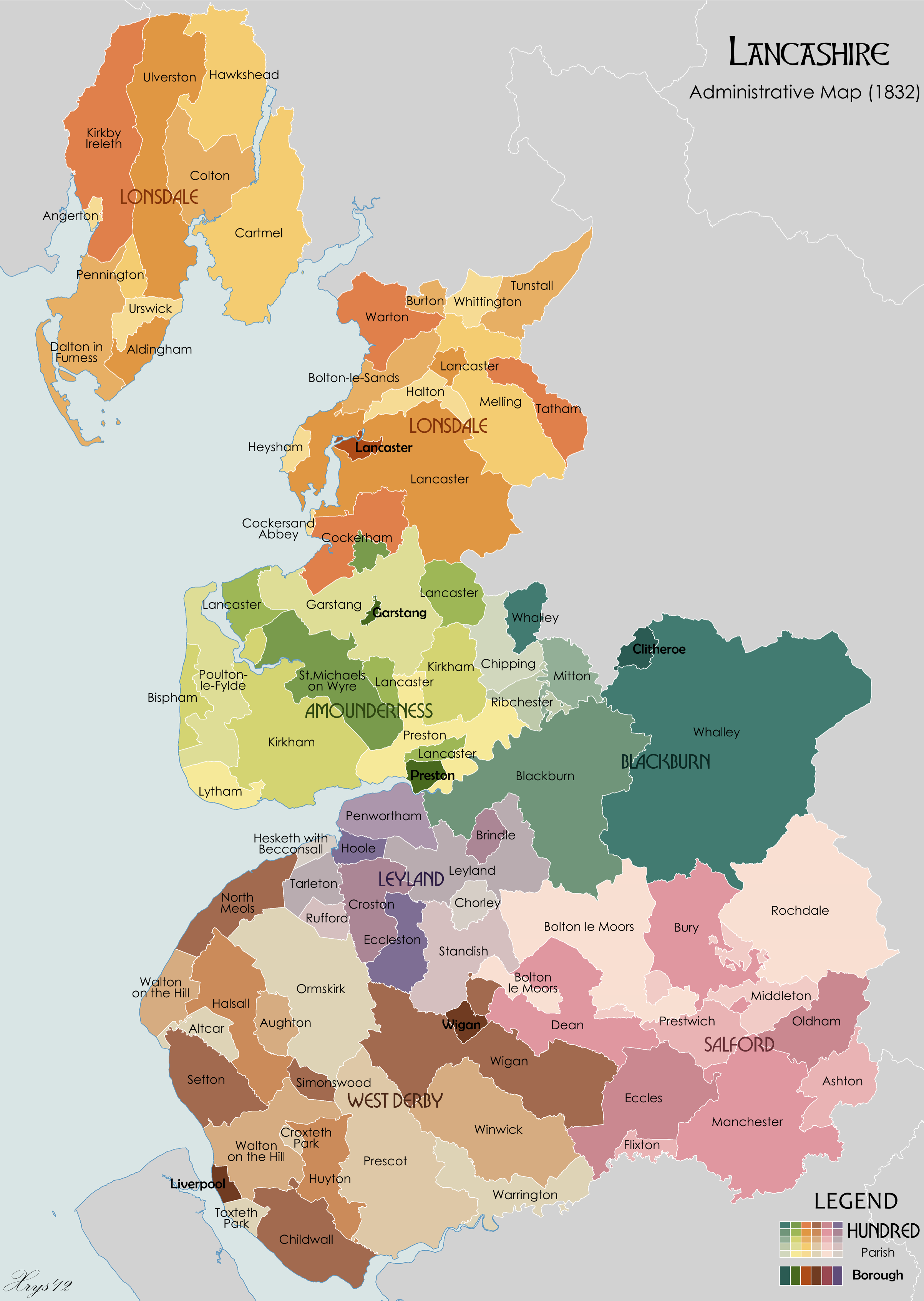
Lancashire em 1832

Lancashire é um condado da Inglaterra, no noroeste do país. O condado não existia em 1086, para o Livro do Domesday, e aparentemente foi criado pela primeira vez em 1182, tornando-o um dos mais novo dos condados tradicionais.

## História
Na época em que os romanos chegaram à Inglaterra, boa parte do norte da Inglaterra era habitada pelos Brigantes, embora a área montanhosa cumbriana fosse habitada pelos carvécios, que eram provavelmente uma tribo dentro do maior grupo dos brigantes. Outra tribo denominada setâncios também foi uma hipótese com base no nome de um porto do período romano próximo da foz do rio Wyre, chamado Porto dos Setâncios (Portus Setantiorum), e eles provavelmente também eram Brigantes, se existiram. Vestigios de fortes romanos existem em Manchester, Lancaster, Over Burrow, Ribchester, Kirkham e Castleshaw. Sabe-se que várias estradas romanas existem, incluindo uma entre Manchester e Carlisle, via Ribchester e Burrow. Acredita-se que um conjunto de fazendas romano-britânicas existia a leste de Burnley A terra que se tornaria o antigo condado de Lancashire fazia parte do Reino da Nortúmbria. O rio Mersey, e mais a leste, seu afluente o rio Tame, foi considerado a fronteira com a Mércia. A Crônica Anglo-Saxã registra que em 923, Eduardo, o Velho, trouxe um exército para a Mércia e ordenou o reparo das defesas em Manchester, na Nortúmbria. Parece que a partir deste momento a área ao sul do Ribble tornou-se associada com Mércia. Após a conquista normanda, Guilherme, o Conquistador deu a Rogério de Poitou, terras que abrangem oito condados antigos, que incluíam a área entre o rio Ribble e o Mersey e Amounderness. No entanto, no momento da pesquisa do Domesday, a maioria de suas terras estão registradas sob o controle do rei. No Livro do Domesday, algumas de suas terras tinham sido tratadas como parte de Yorkshire. A área entre os rios Mersey e Ribble (referido no Livro do Domesday como "Inter Ripam et Mersam") fez parte dos retornos para Cheshire. Emboraalguns tenham levado isso a significar que, neste momento, o sul de Lancashire fazia parte de Cheshire, não está claro que este foi o caso, e pesquisas mais recentes indicam que a fronteira entre Cheshire e o que se tornaria Lancashire permaneceu o rio Mersey.